# Carlos Alfredo Sánchez
Carlos Alfredo Sánchez (El Progreso, 22 agosto 1990) è un calciatore honduregno, difensore dell'Honduras Progreso.

## Carriera

### Club
Ha sempre giocato nel campionato honduregno.

### Nazionale
Con la maglia della Nazionale ha esordito nel 2015, venendo convocato per la Gold Cup 2017.